# Gulgong
Gulgong är en ort i Australien. Den ligger i kommunen Mid-Western Regional och delstaten New South Wales, i den sydöstra delen av landet, omkring 230 kilometer nordväst om delstatshuvudstaden Sydney. Antalet invånare är 2 919.
Runt Gulgong är det mycket glesbefolkat, med 3 invånare per kvadratkilometer.. Det finns inga andra samhällen i närheten.
Trakten runt Gulgong består till största delen av jordbruksmark. Genomsnittlig årsnederbörd är 800 millimeter. Den regnigaste månaden är februari, med i genomsnitt 152 mm nederbörd, och den torraste är oktober, med 17 mm nederbörd.